# Marian Noga (informatyk)
Marian Noga (ur. 2 lutego 1939 we Lwowie, zm. 28 lipca 2018 w Krakowie) – polski inżynier, informatyk, profesor zwyczajny Akademii Górniczo-Hutniczej, główny specjalista Katedry Automatyki Napędu i Urządzeń Przemysłowych Wydziału Elektrotechniki, Automatyki, Informatyki i Elektroniki. 

## Życiorys
Studia ukończył w 1961 roku na Wydziale Elektrotechniki Górniczej i Hutniczej AGH, gdzie podjął pracę zawodową. Tytuł profesora nadzwyczajnego uzyskał w 1983, a profesora zwyczajnego w 1997. Specjalizował się w dynamice maszyn i systemów elektromechanicznych, maszynach elektrycznych, modelach matematycznych maszyn i układów elektromechanicznych, sieciach komputerowych i zastosowaniach informatyki.
W AGH zajmował stanowiska: prodziekana Wydziału EAiE (1978–1984), kierownika zakładu (1979–1993), zastępcy dyrektora instytutu (1981–1988). W latach 1976–1988 był zatrudniony również na Uniwersytecie Śląskim. Zastąpił Jerzego Kolendowskiego na stanowisku dyrektora Cyfronetu (1989–2004). Brał udział w przedsięwzięciu Budowa Sieci Teleinformatycznej dla Nauki „PIONIER”, zaprojektowaniu i realizacji akademickiej sieci komputerowej Małopolska Area Network (MAN) w Krakowie. Autor 12 patentów, samodzielnie lub we współautorstwie – 130 artykułów i trzech książek.
Pochowany na Cmentarzu Salwatorskim w Krakowie, kwatera L1-1-12.

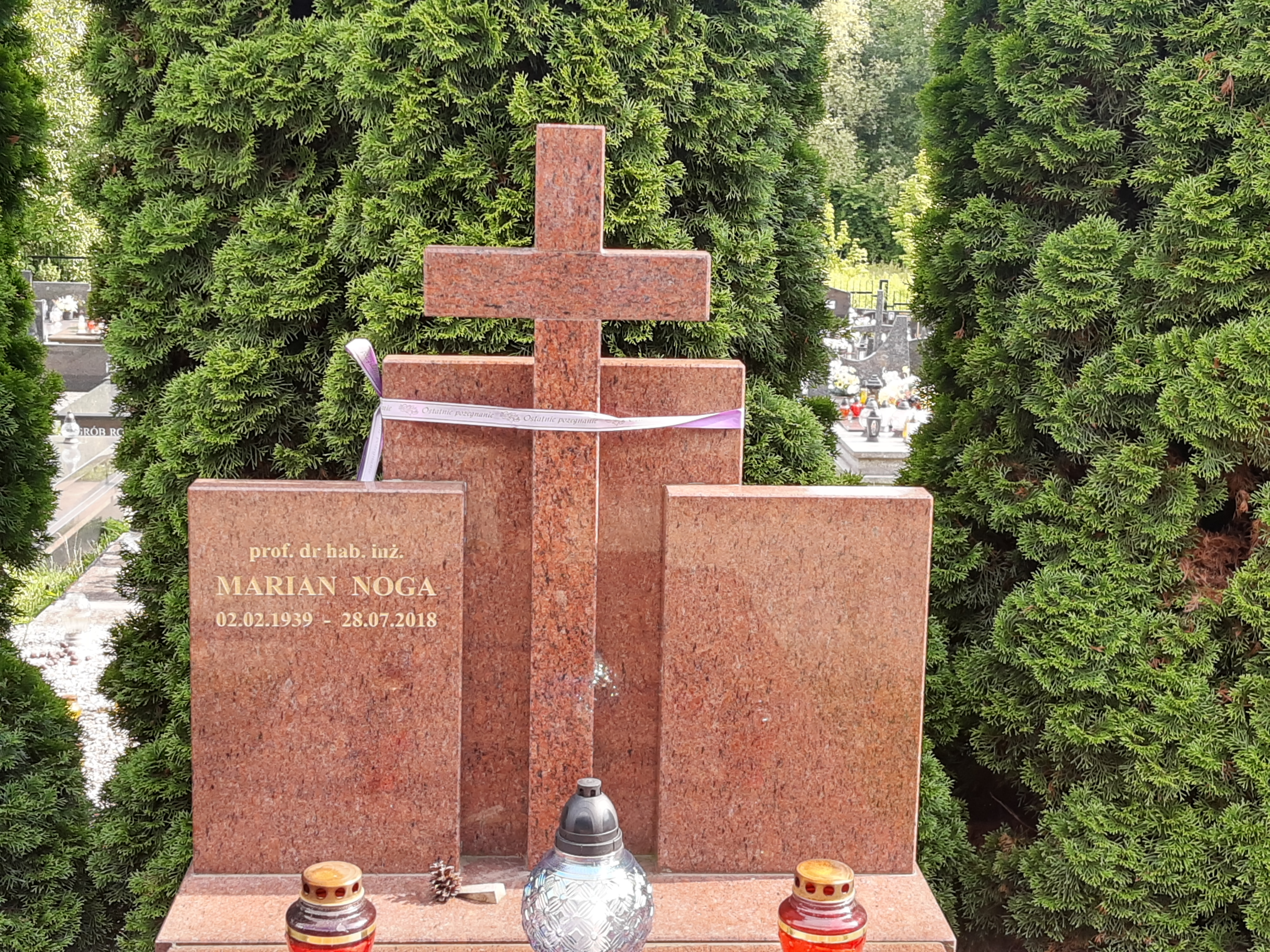
Grób prof. Mariana Nogi na Cmentarzu Salwatorskim

## Działalność w środowisku
- Członek Komitetu Informatyki PAN.
- Członek IEEE oraz  ACM.
- Członek krakowskiego Towarzystwa Przyjaciół Sztuki oraz Rotary,
- Członek  Polskiego Towarzystwa Informatycznego (PTI), Prezes PTI w latach 2011–2017, Członek Honorowy PTI od 2017.
- Medal 70-lecia Polskiej Informatyki – przyznany przez Kapitułę PTI w 2018.